# Kindermädchen

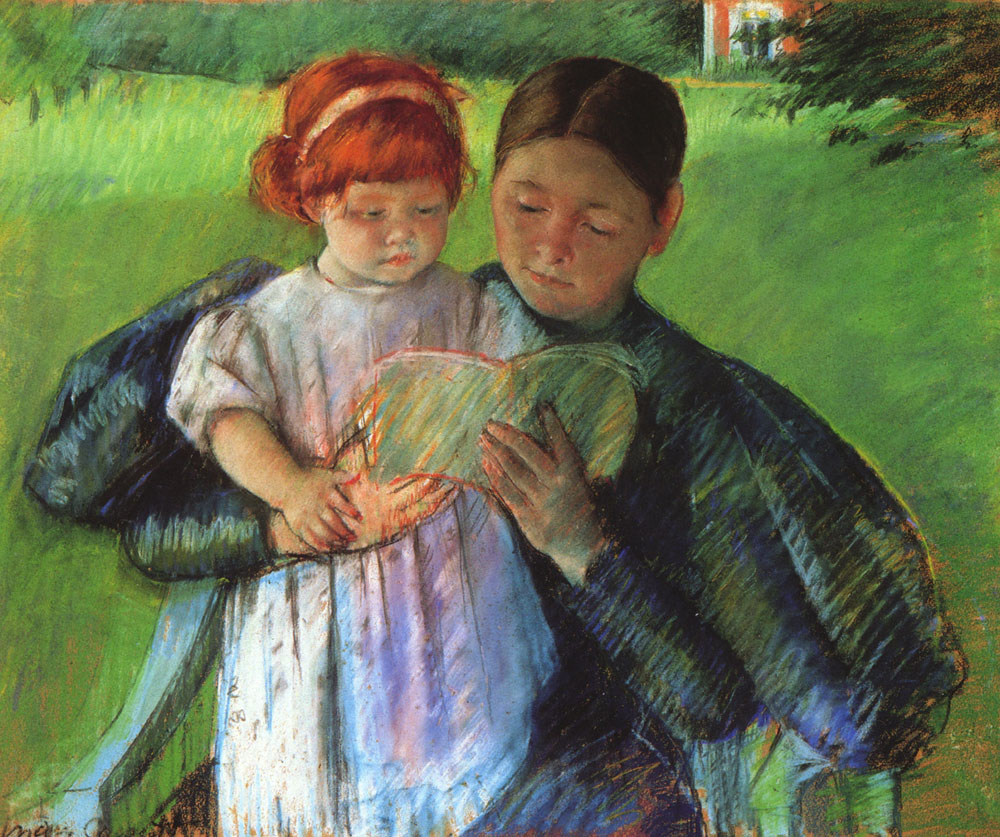
Mary Cassatt: Kindermädchen liest einem kleinen Mädchen vor (Gemälde von 1895)

Ein Kindermädchen (auch Kinderfrau, Kinderfräulein oder Kindsmagd) ist eine häusliche Angestellte oder seltener eine selbständige Unternehmerin, in deren Obhut Kinder einer Familie gegeben werden. Ihm obliegen Aufgaben der Betreuung, Kinderpflege, Erziehung und Begleitung in schulischen Angelegenheiten.
Veraltet sind die Bezeichnungen Muhme und Bonne für ein Kindermädchen. Als Bonne (franz., »die Gute«) wurde ein Kindermädchen im deutschsprachigen Raum bezeichnet, das Französisch sprechen konnte und so gleichzeitig als Fremdsprachenlehrerin diente. Der Begriff Muhme wurde in einer Reihe von deutschsprachigen Regionen überwiegend als Begriff für eine weibliche Verwandte, nämlich eine Tante oder eine Cousine verwendet, in einigen Regionen bezeichnete aber man mit Muhme auch die Kindermagd.
Der Kinderfrau ähnliche Tätigkeiten umfassen die Tagespflege, das Babysitten und die Tätigkeit von Aupairs. Letztere Tätigkeiten nehmen jedoch oft Jugendliche ohne den Anspruch wahr, pädagogisch tätig zu sein. In der Schweiz wird zwischen einer Nanny bzw. französisch Nounou (Synonyme für Kindermädchen) und dem Babysitten dementsprechend unterschieden und hervorgehoben, dass eine Nanny umfassendere Qualifikationen haben muss.

## Aktuelles Berufsbild
Kindermädchen bzw. Kinderfrauen arbeiten typischerweise direkt im Haushalt der Familie. Es handelt sich oft um Haushalte mit mehreren Kindern.
Neben den pädagogischen und pflegerischen Aufgaben vor allem bei Kleinkindern wird oft eine Übernahme leichter Haushaltstätigkeiten erwartet. die im Zusammenhang mit den Kindern stehen.
Teilweise bewohnt das Kindermädchen eine Einliegerwohnung oder ein Zimmer im Haus der Familie. Diese Wohnform ist insbesondere für zugereiste Kindermädchen zweckmäßig. Es wird häufig erwartet, dass das Kindermädchen bei Bedarf mit verreist und auch zu Abendstunden und am Wochenende Arbeitsaufgaben übernimmt. Gelegentlich wird ein Auto gestellt, das auch privat genutzt werden darf.
Für das Kindermädchen gelten die arbeits- und sozialrechtlichen Bestimmungen einer Hausangestellten.
Es gibt zumindest in Deutschland und der Schweiz keine staatliche Berufsausbildung zum Kindermädchen. Erwünschte pädagogische oder krankenpflegerische Ausbildungsberufe mit Staatlicher Abschlussbezeichnung sind Kinderpflegerin, Sozialassistentin, Sozialhelferin, Erzieherin, Kinderkrankenpflegerin oder Kinderkrankenschwester. Es werden teilweise auch Weiterbildungslehrgänge angeboten.

## Geschichte

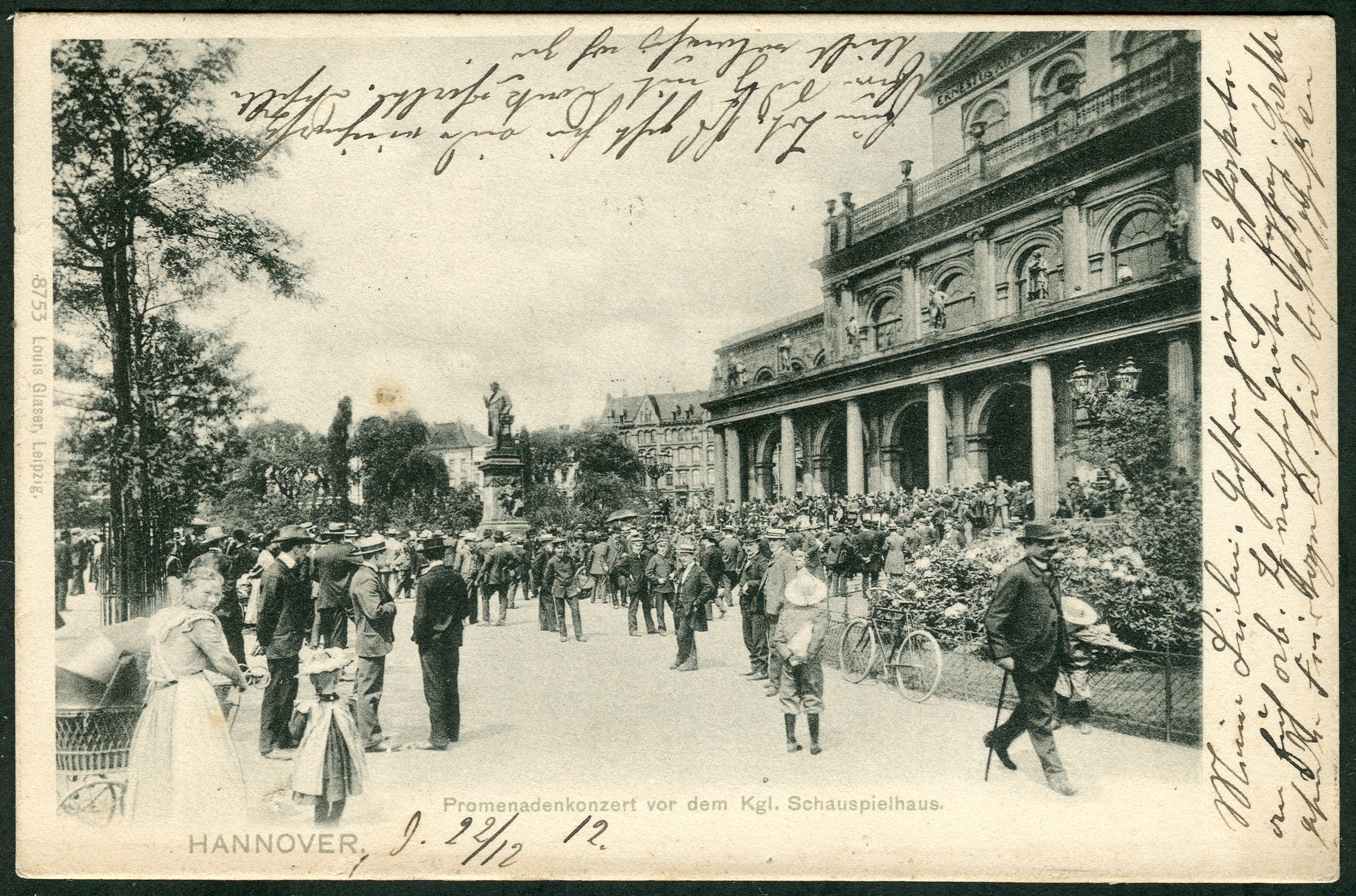
Um 1900 in Hannover: Das beschürzte Kindermädchen (ganz links im Bild) trug hier als einzige Person keine Kopfbedeckung

Historisch gesehen ist der Einsatz eines Kindermädchens in einem europäischen Haushalt untrennbar mit der Entwicklung des Dienstbotenwesens im bürgerlichen Haushalt insgesamt verbunden und eine Weiterführung der Stellung der Amme. Noch in den ersten zwei Jahrzehnten des 19. Jahrhunderts stellte das landwirtschaftlich-gewerbliche Gesinde die zahlenmäßige Übermacht. Durch die Industrialisierung entstanden Beschäftigungsmöglichkeiten, die es insbesondere der männlichen ländlichen Bevölkerung ermöglichte, Arbeit außerhalb der Landwirtschaft zu finden. Gleichzeitig gelangte ein städtisches Bildungs- und Besitzbürgertum bestehend aus Ärzten, Bankiers, Beamten, Pfarrern, Professoren, Anwälten und Unternehmern zu Wohlstand.
Dieser Schicht des Bürgertums erlaubte weder ihre Wohnsituation noch ihre finanzielle Ressourcen, ein mehrköpfiges Gesinde zu beherbergen und zu beschäftigen. Üblich wurde stattdessen die Beschäftigung von einem oder mehreren Dienstmädchen, die alle haushaltstypischen Arbeiten ausführten. Die meisten Haushalte beschäftigten nicht mehr als ein Dienstmädchen, das alle körperlich schweren Arbeiten im Haushalt ausführte. Haushalte mit etwas höherem Einkommen stellten als zweiten Dienstboten in der Regel eine Köchin ein. Welche weiteren Dienstboten eingestellt wurden, hing von der spezifischen Situation der Familie ab. Waren kleinere Kinder im Haus, wurde in der Regel ein Kindermädchen eingestellt. In Großbritannien wurde dabei zwischen der „Nanny“ und der „Nursery Maid“ unterschieden, wobei die „Nursery Maid“ der „Nanny“ alle körperlich schweren Arbeiten abnahm. In Großbritannien setzte mit der Einrichtung des Norland College im Jahre 1892 eine Professionalisierung des Nanny-Berufes ein, der zunehmend den Charakter einer Erzieherin bekam. Die Ausbildung im Nordland College orientierte sich an den Lehren Friedrich Fröbels und die Gründerin der Einrichtung hielt ihre Absolventinnen an, dass sie ihre Mahlzeiten nicht gemeinsam mit anderen Dienstboten einnehmen sollten.

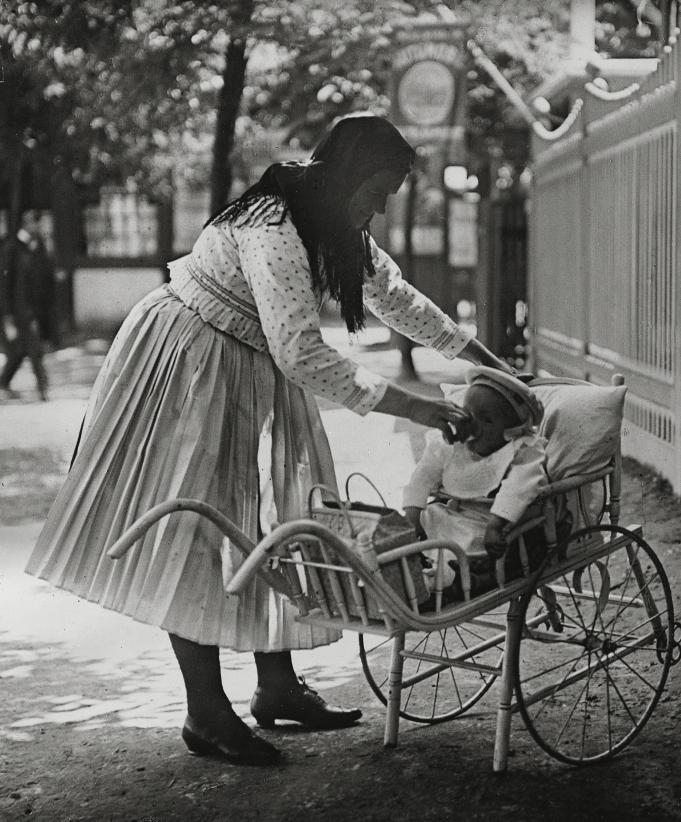
Tschechisches Kindermädchen in Wien, ca. 1904 bis 1914, Aufnahme von Emil Mayer

In Großbritannien kannte man außerdem die „Nursery Governesses“, eine Gouvernante für die jüngeren Kinder. Die „Nursery Governesses“ unterrichtete sowohl Jungen als auch Mädchen im Alter zwischen vier und acht Jahren. Ihre wichtigste Aufgabe war es, ihnen Lesen und Schreiben beizubringen. Die Aufgabe einer „Nursery Governess“ unterschied sich eindeutig von der eines Kindermädchens, aber in kleineren Haushalten war es nicht unüblich, dass sie morgens den Kindern auch beim Ankleiden half. Die Ansprüche an die Kenntnisse einer „Nursery Governess“ waren nicht hoch, was sich auch in dem Gehalt niederschlug, das ihnen gezahlt wurde. Einige Anzeigen in The Times offerierten einer Nursery Governess nicht mehr als Kost und Logis. Grundsätzlich wurde der Gouvernante zumindest in Großbritannien jedoch ein höherer sozialer Rang beigemessen – sie entstammte gewöhnlich selber einer bürgerlichen Familie: Die Väter von Gouvernanten waren überwiegend Kaufleute, Ärzte, Offiziere, Beamte, Anwälte und Notare sowie Pfarrer. Eine Gouvernante, die erstmals von einer Familie beschäftigt wurde, um sich um Kinder im Alter von fünf Jahren zu kümmern, stand zwangsläufig in einem Konflikt mit der Nanny, die sich meist seit der Geburt der Kinder intensiv um diese gekümmert hatte. Für sie war die Gouvernante ein Eindringling, für die Kinder die Trennung von der engsten Bezugsperson häufig eine traumatische Erfahrung. Erzog die Gouvernante bereits ältere Kinder, war der Übergang häufig fließender. Dafür mussten Gouvernanten häufig erleben, dass Kleinkinder in den Raum zum Spielen geschickt wurden, in dem sie versuchten, ihre Zöglinge zu unterrichten.
Zu Beginn des 19. Jahrhunderts waren Uniformen für weibliches Dienstpersonal unüblich. Der Unterschied zwischen billigen und teuren Stoffen war so offensichtlich und die modischen Anforderungen an angemessene Kleidung so aufwändig, dass Bedienstete und Dienstherrin bereits auf Grund ihrer unterschiedlichen Kleidung unverwechselbar waren. Dies änderte sich in den 1850 und 1860er Jahren, als bedingt durch die Industrialisierung Stoffe billiger wurden und gleichzeitig aus Indien preisgünstige Baumwollstoffe auf den europäischen Markt kamen. Im Rahmen dieser Entwicklung kam es auch vor, dass Kindermädchen eine spezifische Uniform trugen.

## Kindermädchen in der Literatur
Der britische Autor Evelyn Waugh zeigte sich immer wieder von Familien des englischen Adels fasziniert, die über lange Zeit ihren Dienstboten die Treue hielten und ihnen im Alter ein Zuhause boten. Als besonders eng wird dabei die Bindung zu den ehemaligen Kindermädchen geschildert. In seinem Roman Wiedersehen mit Brideshead ist es Nanny Hawkins, die auf dem Sitz der Familie Marchmain auch noch in hohem Alter lebt und der alle vier der mittlerweile erwachsenen Kinder tief verbunden sind. Ein Besuch bei der alten Frau gehört zu den Heimkehrritualen der Kinder. In seinem satirischen Roman Scoop gehört der Protagonist William Booth einer mittlerweile verarmten Familie der Gentry an, auf deren Familiensitz sich gleich mehrere ehemalige Kinderfrauen der Familie zur Ruhe gesetzt haben: Nanny Blogs, die seit 30 Jahren bettlägerig ist und die das wohlhabendste Mitglied des Haushaltes ist, weil sie ihre Ersparnisse unter ihrer Nackenrolle aufbewahrt und sie durch erfolgreiche Pferdewetten stetig mehrt. Außer ihr leben im Haus Nannie Price, die ebenfalls seit langem bettlägerig war sowie Schwester Watts, die erste Kinderfrau der alten Mrs. Boot und ihre zweite Kinderfrau, Schwester Sampson.

## Bekannte Filme und Serien mit Kindermädchen
- Mary Poppins
- Eine zauberhafte Nanny
- Die Nanny
- Kindermädchen für Papa gesucht, D, 1957
- Das Kindermädchen
- Mrs. Doubtfire – Das stachelige Kindermädchen
- War es wirklich Mord? (OT: The Nanny)
- Die Hand an der Wiege
- Der Mann, der nach der Oma kam, DDR, 1971
- Jessie

## Trivia
Im von Karl Herloßsohn herausgegebenen Damen Conversations Lexikon von  1834 wird im Artikel zu Kalkutta darüber berichtet, dass man als Europäer viel Dienstpersonal halten müsse, denn das Kindermädchen z. B., welches die Kinder spazieren fährt, kleidet dieselben nicht an und aus; dieß ist das Geschäft einer andern Person.